# Джулія Мішель Серано
Джулія Мішель Серано ([səˈrænoʊ], народилась в 1967 році) ― американська письменниця, музикантка, транс — бі активістка, і біологиня. Вона відома своїми трансфеміністськими книгами «Whipping Girl» (2007), «Excluded» (2013) та «Outspoken» (2016). Вона також є плідною публічною спікеркою, яка багато разів виступала в університетах та на конференціях, і її роботи часто публікуються в квір, феміністичних журналах та журналах популярної культури.

## Життя
У своєму блозі SwitchHitter.net Джулія Серано зазначила, що вперше свідомо визнала в собі бажання бути жінкою наприкінці 1970-х, коли їй було 11 років. Через кілька років вона почала переодягатись. Спочатку вона переодягалась таємно, але врешті-решт почала відверто ідентифікувати себе як «чоловіка-трансвестита». Серано відвідувала групу підтримки для трансвеститів у 1994 році, коли вона жила в Канзасі.
Незабаром Серано переїхала до району затоки Сан-Франциско, де в 1998 році зустріла свою дружину Дані. Приблизно тоді Серано почала визначати себе як трансгендера і небінарну особу. У 2001 році вона почала переходити з медичної точки зору та визначити себе транс-жінкою.

## Кар'єра

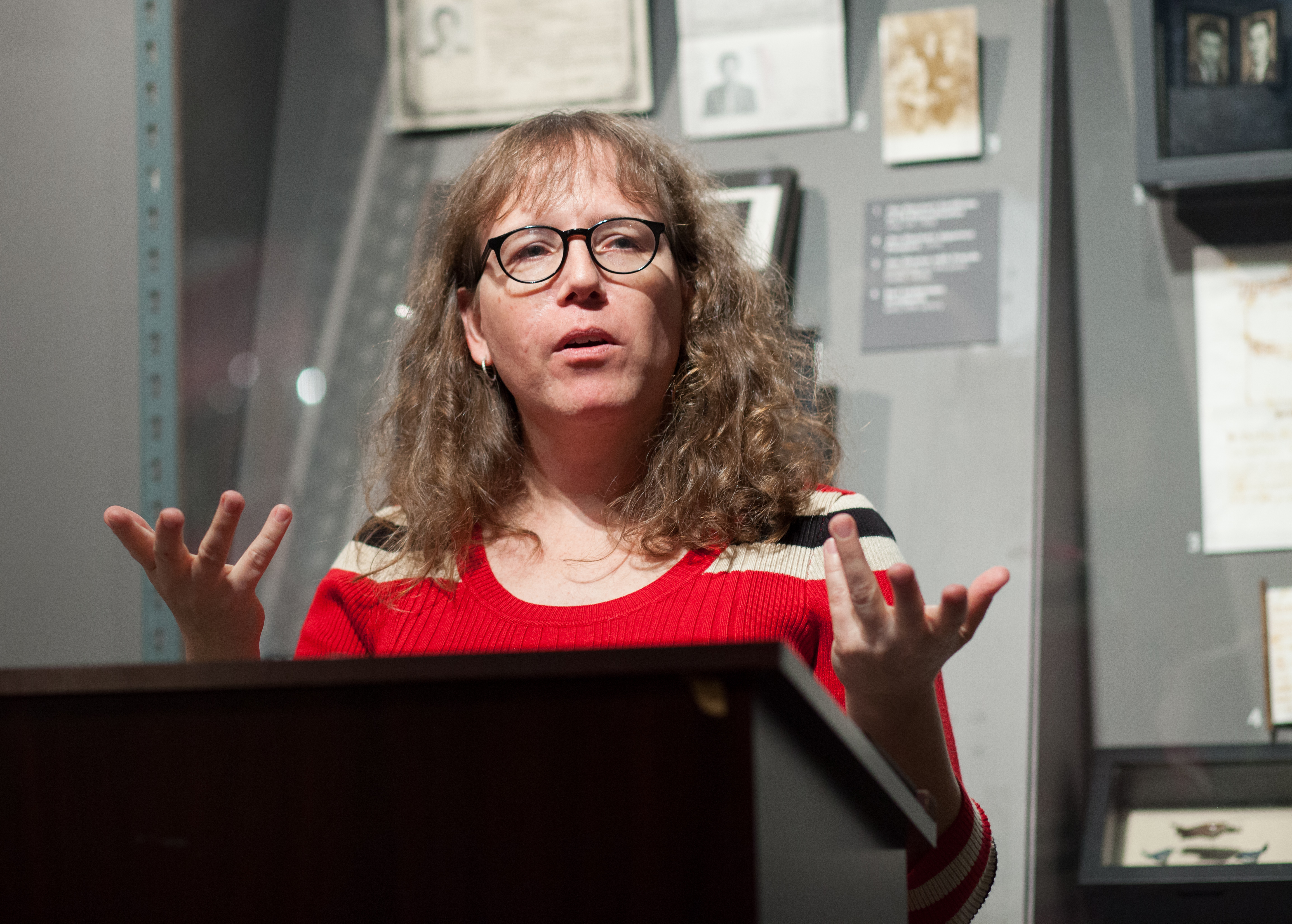
Джулія Серано виступає в Музеї історії ЛГБТ у Сан-Франциско з приводу запуску другого видання Whipping Girl

Серано здобула ступінь докторки біохімії та молекулярної біофізики в Колумбійському університеті. Протягом 17 років вона досліджувала генетику та біологію розвитку та еволюційну біологію в Університеті Каліфорнії, Берклі.
Серано є авторкою «Whipping Girl: A Transsexual Woman on Sexism and the Scapegoating of Femininity». Її друга книга «Excluded: Making Feminist and Queer Movements More Inclusive» була опублікована 10 вересня 2013 року видавництвом Seal Press. Свою третю книгу «Outspoken: A Decade of Transgender Activism and Trans Feminism» вона опублікувала у Switch Hitter Press, яку заснувала разом із Switch Hitter Records. «Outspoken» ― фіналіст літературної премії «Лямбда» 2017 року.
Її роботи виходили в квір, феміністичних та поп-культурних журналах, включаючи Bitch, Clamor, Kitchen Sink, LiP, make / shift та Transgender Tapestry. Фрагменти її роботи були опубліковані в The Believer і San Francisco Chronicle та на NPR.
Серано говорила про трансгендерні та транс-жіночі проблеми у численних університетах, часто на конференціях, присвячених квір-фемінізму, психології та філософії. Її роботи також використовувались у навчальних матеріалах на курсах гендерних досліджень у Сполучених Штатах.
Серано організовує та проводить серію GenderEnders ― серію виступів, в якій представлені роботи трансгендерів, інтерсексуалів та художників та союзників небінарних людей, які підготували 20 шоу. Вона отримала грант на кураторство в рамках Національного фестивалю мистецтв Queer у 2007 році.
Вона пише статті про соціальну справедливість на вебсайті Medium. Вона часто пише про такі теми, як трансгендерна ідентичність, ЛГБТІК + видимість та ідентичність у політиці.

## Критика
Гендерна дослідниця Е. К. Крелл підвергла критиці Джулію Серано за те, що вона не аналізує расовий аспект проблеми трансфобії, наприклад, життя темношкірих трансгендерних чоловіків, які стикаються з трансмізандрієй та гендерним наглядом, що мають зв'язок з їхньою расою.

## Праці

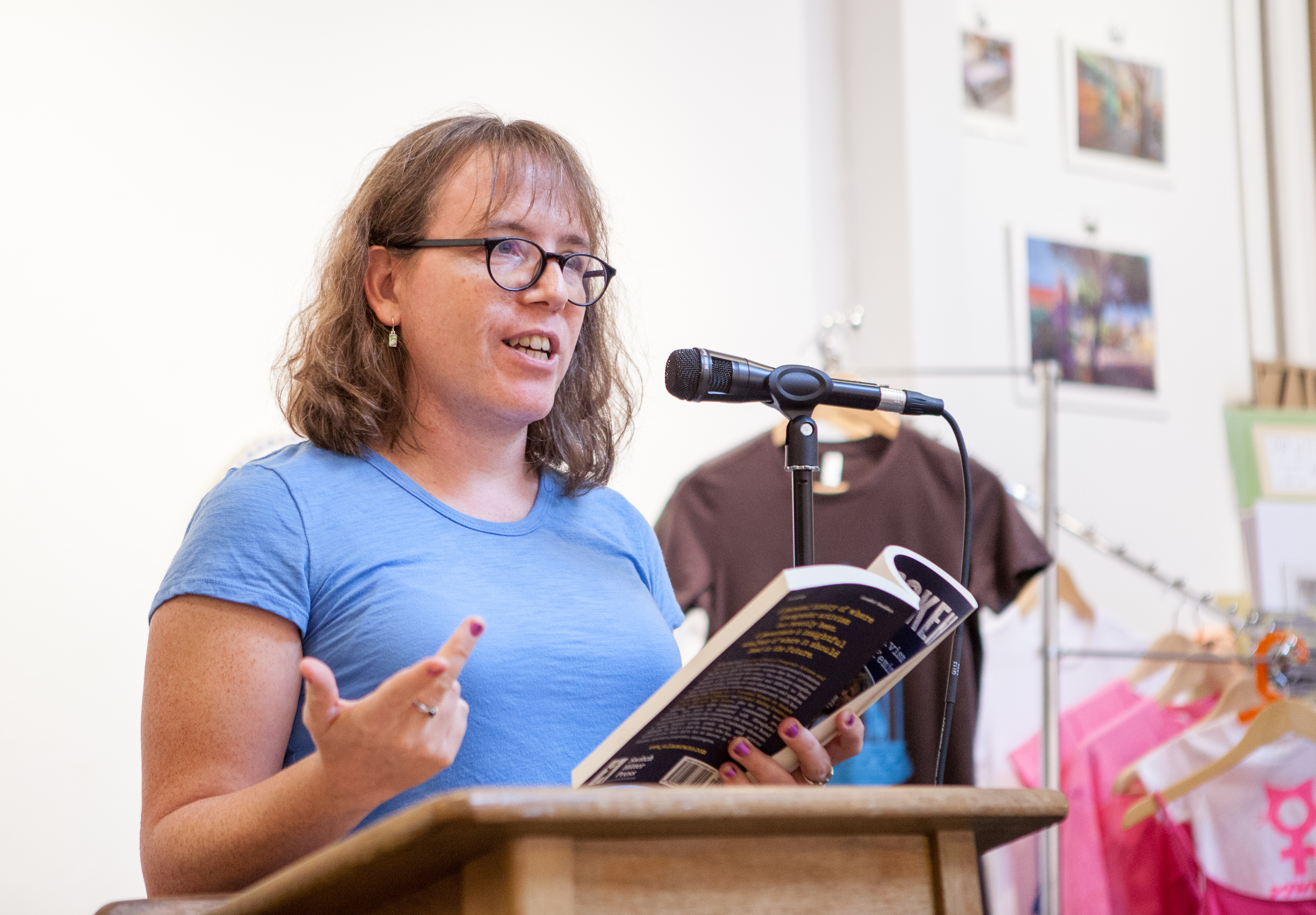
Серано читає з її книги Outspoken у 2017 році

### Книги
- Either/Or. Switch Hitter Press. 2002. OCLC 58926464.
- Whipping Girl: A Transsexual Woman on Sexism and the Scapegoating of Femininity. Seal Press. 2007. ISBN 9781580051545. OCLC 81252738.
- Serano, Julia (2013). Excluded: Making Feminist and Queer Movements More Inclusive. ISBN 978-1580055048.
- Outspoken: A Decade of Transgender Activism and Trans Feminism. Switch Hitter Press. 2 листопада 2016. ISBN 978-0996881005.

### Антології
- Friedman, Jaclyn, ред. (2008). Why nice guys finish last. Yes Means Yes: Visions of Female Sexual Power and A World Without Rape. Berkeley, Calif.: Seal Press. с. 227–240. ISBN 9781580052573. OCLC 227574524.
- Diamond, Morty, ред. (2011). Cherry Picking. Trans/Love: Radical Sex, Love & Relationships Beyond the Gender Binary. San Francisco: Manic D Press. ISBN 9781933149561. OCLC 709681495.